# Manuel Guinard
Manuel Guinard (ur. 15 listopada 1995 w Saint-Malo) – francuski tenisista.

## Kariera tenisowa
Zawodowy tenisista od 2016 roku.
W 2019 roku podczas French Open zadebiutował w turnieju wielkoszlemowym w grze podwójnej. Startując w parze z Arthurem Rinderknechem odpadł w pierwszej rundzie.
W cyklu ATP Tour zwycięzca jednego turnieju z trzech rozegranych finałów w grze podwójnej.
W rankingu gry pojedynczej najwyżej był na 134. miejscu (31 października 2022), a w klasyfikacji gry podwójnej na 36. pozycji (14 kwietnia 2025).

### Finały w turniejach ATP Tour
| Legenda                                      |
| -------------------------------------------- |
| Wielki Szlem                                 |
| Igrzyska olimpijskie                         |
| Tennis Masters Cup / ATP Finals              |
| ATP Masters Series / ATP Tour Masters 1000   |
| ATP International Series Gold / ATP Tour 500 |
| ATP International Series / ATP Tour 250      |

#### Gra podwójna (1–2)
| Końcowy wynik | Nr | Data             | Turniej     | Nawierzchnia | Partner        | Przeciwnicy                               | Wynik finału      |
| ------------- | -- | ---------------- | ----------- | ------------ | -------------- | ----------------------------------------- | ----------------- |
| Finalista     | 1. | 21 lipca 2024    | Båstad      | Ceglana      | Grégoire Jacq  | Orlando Luz Rafael Matos                  | 5:7, 4:6          |
| Finalista     | 2. | 27 lipca 2024    | Umag        | Ceglana      | Grégoire Jacq  | Guido Andreozzi Miguel Ángel Reyes-Varela | 4:6, 2:6          |
| Zwycięzca     | 1. | 13 kwietnia 2025 | Monte Carlo | Ceglana      | Romain Arneodo | Julian Cash Lloyd Glasspool               | 1:6, 7:6(8), 10–8 |